# جيف لوماكس
جيف لوماكس (بالإنجليزية: Geoff Lomax)‏ هو لاعب كرة قدم بريطاني، ولد في 6 يوليو 1964 في Droylsden ‏ في المملكة المتحدة.